# Cerkiew Złożenia Szaty Chrystusa Zbawiciela w Moskwie
Cerkiew Złożenia Szaty Chrystusa Zbawiciela – prawosławna cerkiew w Moskwie. 
Cerkiew została wzniesiona w 1690 dla upamiętnienia wydarzeń, jakie miały miejsce w 1626, gdy duchowieństwo moskiewskie przyjęło w stolicy posłów szacha perskiego Abbasa. Przekazali oni carowi Michałowi I Romanowowi i patriarsze moskiewskiemu Filaretowi relikwie szat, w których Jezus Chrystus był prowadzony na Golgotę. Wydarzenie to zostało upamiętnione poprzez wzniesienie na miejscu przekazania relikwii drewnianej cerkwi, a następnie obelisku. W latach 1701–1716 na miejscu drewnianej świątyni powstała nowa, murowana, w stylu rosyjskiego baroku. We wnętrzu świątyni przetrwało osiemnastowieczne wyposażenie. W latach 1886–1889 do budynku dostawiono ołtarz św. Jakuba, zaś w 1894 przebudowano szczyt dzwonnicy. Świątynia była od momentu budowy nieprzerwanie czynna, pozostawała otwarta dla wiernych także w czasach istnienia Związku Radzieckiego. 
Cerkiew jest jedyną na świecie świątynią tego wezwania – święto Złożenia Szaty Chrystusa Zbawiciela w Moskwie obchodzone jest wyłącznie w Rosyjskim Kościele Prawosławnym.